# Ludwig Kaas

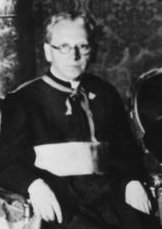
Kaas durante la firma del Reichskonkordat en 1933.

Ludwig Kaas (Tréveris, Alemania, 23 de mayo de 1881 -  Roma, Italia, 15 de abril de 1952) fue un sacerdote católico y político alemán del Partido del Centro durante la República de Weimar. Tuvo un papel decisivo en el Reichskonkordat entre la Santa Sede y el Reich alemán.

## Primeros años
Nació en Tréveris, Alemania. Fue ordenado sacerdote en 1906 y estudió historia y derecho canónico en Tréveris y Roma. En 1906 se doctoró en teología y en 1909 se doctoró en filosofía. En 1910 fue nombrado rector de un orfanato y un internado cerca de Coblenza. Hasta 1933, dedicó su tiempo libre a actividades académicas. En 1916 publicó el libro «Jurisdicción eclesiástica en la Iglesia católica en Prusia» («Die geistliche Gerichtsbarkeit der katholischen Kirche in Preußen in Vergangenheit und Gegenwart mit besonderer Berücksichtigung des Wesens der Monarchie») demostrando sus conocimientos de historia de la Iglesia, derecho canónico y política. En 1918 solicitó ser enviado a una parroquia, pero Michael Felix Korum de Trier se negó y en su lugar lo nombró profesor de derecho canónico en el seminario de Tréveris en 1918. En ese cargo, publicó el estudio «Desaparecidos en la guerra y el nuevo matrimonio en la ley estatal y el derecho canónico» («Kriegsverschollenheit und Wiederverheiratung nach staatlichen und kirchlichen Recht»), que trataba las personas casadas de nuevo en casos de desaparecidos en guerras. En 1919 le ofrecieron la cátedra de derecho canónico en la universidad de Bonn e inicialmente quiso aceptarla, pero no encontró a su gusto las condiciones en Bonn y, tras consultarlo con el obispo Korum, rechazó la oferta.

## Entrada en política
Angustiado por la revolución, Kaas también decidió involucrarse en política y se unió al Partido del Centro. En 1919 fue elegido miembro de la Asamblea Nacional de Weimar y en 1920 del Reichstag, del cual fue miembro hasta 1933. También fue elegido miembro del consejo de estado de Prusia, la representación de las provincias de Prusia. Como parlamentario, Kaas se especializó en política exterior. De 1926 a 1930 fue delegado alemán en la Liga de las Naciones.
Kaas se consideraba un patriota renano y estaba a favor de la creación del un estado renano dentro del Reich alemán. En 1923, un año de crisis, él, al igual que Konrad Adenauer, entonces alcalde de Colonia, luchó contra los separatistas que querían separar a Renania de Alemania. A pesar de la ocupación francesa, buscó la reconciliación con Francia y expresó este deseo en un famoso discurso en el Reichstag el 5 de diciembre de 1923.
A pesar de las reservas personales hacia el Partido Socialdemócrata (SPD), desarrolló una relación cordial con el presidente Friedrich Ebert y reconoció de buena gana los logros del SPD después de 1918. Kaas apoyó la política de reconciliación del ministro de exteriores Stresemann y criticó la agitación nacionalista contra esta política, que consideraba irresponsable.

## Asesor del nuncio Pacelli
En 1920, Eugenio Pacelli, el nuncio papal de Baviera, también fue nombrado nuncio de Alemania. En vista de esta nueva posición, le pidió al cardenal Adolf Bertram de Breslau que le proporcionara expertos que pudieran servir de enlace entre el nuncio en Múnich y los obispos prusianos. Bertram sugirió a Kaas, quien en su trabajo académico había desarrollado un interés especial en las relaciones entre el estado y la Iglesia Católica.
La carga de trabajo como profesor, parlamentario y como asesor del nuncio cansaba a Kaas. Kaas trató de convencerse de que su obligación principal era con su propia diócesis. Era su puesto académico el que siempre estaba en último lugar. En 1922 estaba dispuesto a renunciar a su cargo académico, pero Bertram y Pacelli insistieron en que debía quedarse hasta que obtuviera un puesto seguro dentro de la diócesis que no obstaculizara sus compromisos externos. Bertram, siguiendo los deseos de Pacelli, propuso al nuevo obispo de Tréveris, Franz Rudolf Bornewasser, hacer de Kaas canónigo de la catedral, pero el obispo se negó. Kaas, enojado, anunció que renunciaría a todos sus otros compromisos y se concentraría en su trabajo académico, pero finalmente se reconcilió con Bornewasser. El 1 de abril de 1924, Kaas fue nombrado para el capítulo de la Catedral.
El obispo Bornewasser había permitido que Kaas conservara su escaño parlamentario hasta septiembre de 1924, pero esperaba que renunciara después y se concentrara en su trabajo administrativo y académico dentro de la diócesis. Sin embargo, Pacelli le pidió al obispo que no insistiera en esto, ya que "obstaculizaría sustancialmente el trabajo hasta ahora influyente del Dr. Kaas y dañaría una representación efectiva de los intereses eclesiásticos de una manera deplorable". Bornewasser, aunque legalmente en una posición más fuerte, cedió a estas consideraciones de conveniencia y no insistió en esto. El mismo año, Kaas renunció a su cargo académico.
Pascalina Lehnert, después de que Pacelli ya se hubiera convertido en el papa Pío XII, describió la relación entre Kaas y Pacelli del siguiente modo:

El talento, su visión y un excelente conocimiento de la situación hicieron de Kaas un gran asesor y una ayuda incalculable. Era un aprendiz rápido, un trabajador duro y confiable con buen juicio. El nuncio, el cardenal y el Santo Padre (es decir, el papa) lo apreciaron mucho. Una y otra vez escuché las más altas alabanzas del papa Pío XII. Monseñor sabía que el Santo Padre tenía una estima especial por él y me dijo cuánto le satisfacía este conocimiento.

En 1925, cuando Pacelli también fue nombrado nuncio apostólico en Prusia y trasladó su oficina a Berlín, la cooperación entre Pacelli y Kaas se hizo aún más estrecha. De esta participación surgió una amistad formal pero cercana y duradera, que siguió siendo uno de los factores básicos a lo largo de la vida de Kaas. En esta posición, Kaas contribuyó a la conclusión exitosa de las negociaciones del Concordato Prusiano con Prusia en 1929.
Después de este logro, Pacelli fue llamado nuevamente al Vaticano para ser nombrado cardenal secretario de estado. Pacelli le pidió a Kaas, que lo había acompañado en su viaje, que se quedara en Roma, pero Kaas se negó debido a sus deberes eclesiásticos y políticos en Alemania. No obstante, Kaas viajaba con frecuencia a Roma, donde se quedaba con Pacelli, y vivía de primera mano la conclusión de los Pactos de Letrán entre el Vaticano e Italia en 1929, sobre los que escribió un artículo. En 1931 y 1932 continuó como asesor en las negociaciones para un Reichskonkordat; eso, sin embargo, quedó en nada.
En 1929, Kaas publicó un volumen de discursos del Nuncio Pacelli. En la introducción, lo describió como: "Angelus not nuntius, […] su personalidad impresionante, sus palabras sacerdotales, la popularidad que generó en las reuniones públicas".

## Kaas como presidente del partido
Sin ser candidato, septiembre de 1928 Kaas fue elegido presidente del Partido del Centro, para mediar la tensión entre las alas del partido y fortalecer sus lazos con los obispos. Bajo la vigilancia de Kaas, el Centro comenzó a desplazarse constantemente hacia la derecha. Gran parte de su tiempo lo ocupó en organizar un Concordato para todo el Reich. Este trabajo lo hizo desconfiar cada vez más de la democracia, y finalmente concluyó que solo un gobierno autoritario podría proteger los intereses de la iglesia.
A partir de 1930, Kaas apoyó fielmente a la administración del Partido del Centro, bajo la dirección de Heinrich Brüning, quien actuó como líder del partido en el Reichstag debido a los frecuentes viajes de Kaas al Vaticano. Heinrich Brüning fue canciller desde el 30 de marzo de 1930 y el 30 de mayo de 1932. En 1932 hizo campaña para la reelección del presidente Paul von Hindenburg, llamándolo una "personalidad histórica venerada" y "el guardián de la constitución". Como sus frecuentes viajes al Vaticano obstaculizaron su trabajo como presidente, Kaas estaba preparado para ceder el liderazgo del partido a Brüning, pero el ex canciller se negó y le pidió al prelado que se quedara.
En 1932, Kaas y Brüning llevaron al Partido del Centro a la oposición al nuevo canciller: el renegado del partido Franz von Papen. Kaas lo llamó el "Efialtes del Partido del Centro". Kaas intentó restablecer el funcionamiento del parlamento mediante la cooperación con los nacionalsocialistas.

### Ley habilitante de Hitler
Cuando Adolf Hitler se convirtió en canciller el 30 de enero de 1933 en base a una coalición entre el Partido Nacional Socialista Alemán de los Trabajadores (NSDAP), el Partido Popular Nacional Alemán (DNVP) y los conservadores independientes que excluyeron al Partido del Centro, Kaas se sintió traicionado. En la campaña que condujo a las elecciones del 5 de marzo, Kaas hizo una fuerte campaña contra el nuevo gobierno, pero después de que los partidos del gobierno lograran la mayoría, visitó al vicecanciller Papen, ofreciéndole poner fin a sus antiguas animosidades.
Más tarde, en ese mismo mes, desde el 15 de marzo, fue el principal defensor del apoyo a la ley habilitante de la Administración de Hitler a cambio de algunas, consideradas constitucionales, garantías eclesiásticas. Hitler respondió positivamente a través de Papen. Los días 21 y 22 de marzo, los líderes del Centro negociaron con Hitler sobre las condiciones y llegaron a un acuerdo. El gobierno prometió una carta en la que Hitler confirmaría el acuerdo por escrito, pero nunca se entregó.
Kaas, al igual que los otros líderes del partido, era consciente de la naturaleza dudosa de cualquier garantía, y, cuando la facción del Centro se reunió el 23 de marzo para decidir sobre su voto, aconsejó a sus compañeros de partido que apoyaran el proyecto de ley, dado el "estado precario de la facción", diciendo: "Por un lado, debemos preservar nuestra alma, pero por otro lado, el rechazo de la ley habilitante daría lugar a consecuencias desagradables para la facción y el partido. Lo que queda es solo para protegernos contra lo peor. Si no se obtuviera una mayoría de dos tercios, los planes del gobierno se llevarían a cabo por otros medios. El presidente accedió a la ley habilitante. Del DNVP no se espera ningún intento de aliviar la situación".[cita requerida]
Sin embargo, un grupo considerable de parlamentarios se opuso al curso del presidente, entre los que se encontraban los ex cancilleres, Heinrich Brüning y Joseph Wirth y el exministro Adam Stegerwald. Los opositores también discutieron con respecto a la enseñanza social católica que descartaba participar en un acto de revolución. Sin embargo, los proponentes argumentaron que ya se había producido una "revolución nacional" con el nombramiento de Hitler y el decreto presidencial que suspendía los derechos básicos, y que la ley habilitante contendría la fuerza revolucionaria y devolvería al gobierno a un orden legal. Ambas opiniones no se vieron afectadas por el autorretrato de Hitler como un cooperador moderado, como se presentó el Día de Potsdam, el 21 de marzo, en contra de las SA más revolucionarias dirigidas por Ernst Röhm.
Al final, la mayoría de los parlamentarios del Centro apoyaron la propuesta de Kaas. Brüning y sus seguidores acordaron respetar la disciplina de partido votando también a favor del proyecto de ley.
El 23 de marzo, el Reichstag se reunió al mediodía en circunstancias turbulentas. Algunos hombres de las SA servían como guardias, mientras que otros se apiñaban fuera del edificio, ambos para intimidar cualquier punto de vista contrario. El discurso de Hitler, que enfatizaba la importancia del cristianismo para la cultura alemana, tenía como objetivo particular mitigar las sensibilidades del Partido del Centro y casi literalmente incorporó las garantías solicitadas por Kaas. Kaas pronunció un discurso, expresando el apoyo del Centro al proyecto de ley en medio de "preocupaciones dejadas de lado", mientras que Brüning permaneció notablemente en silencio. Cuando el parlamento se reunió nuevamente por la noche, todos los partidos, excepto el SPD, representado por su presidente Otto Wels, votaron a favor de la ley habilitante. Este voto fue un paso importante en la institución de la dictadura de Adolf Hitler y es recordado como el mejor ejemplo de una democracia que vota por su propia desaparición.
Kaas había planeado viajar a Roma desde principios de año, para discutir un conflicto en Eupen y Malmedy, antiguas ciudades alemanas que ahora pertenecen a Bélgica, donde los sacerdotes habían sido arrestados. Este viaje había sido pospuesto por los acontecimientos políticos: primero el nombramiento de Hitler, luego las elecciones de marzo y luego la ley habilitante, pero el 24 de marzo, un día después de la decisión, Kaas finalmente logró irse a Roma. Durante esta estadía, Kaas explicó a Pacelli las razones del Centro para adherirse a la Ley de Habilitación. El 30 de marzo, fue llamado de regreso a Alemania para participar en las sesiones del comité de trabajo, a las que se había comprometido durante las negociaciones de la ley habilitante. Este comité fue presidido por Hitler y Kaas y se suponía que debía informar sobre otras medidas legislativas, pero solo se reunió tres veces: el 31 de marzo, el 2 de abril (seguido de una conversación privada entre Kaas y Hitler) y el 7 de abril. El 5 de abril, Kaas también informó a la oficina de asuntos exteriores sobre su conversación en el asunto Eupen-Malmedy.

## Reichskonkordat
El 7 de abril, justo después de la tercera reunión del comité de trabajo, Kaas salió una vez más de Berlín y se dirigió a Roma. Al día siguiente, después de haber cambiado de tren en Munich, el prelado se encontró con el vicecanciller Papen en el vagón restaurante. Papen oficialmente se fue de vacaciones de esquí a Italia, pero su verdadero destino era la Ciudad del Vaticano, donde debía ofrecer un Reichskonkordat en nombre de su gobierno. Kaas y Papen viajaron juntos y tuvieron algunas discusiones sobre el asunto en el tren. Después de su llegada a Roma, Kaas fue recibido primero por Pacelli el 9 de abril. Un día después, Papen tuvo una reunión por la mañana con Pacelli y presentó la oferta de Hitler. Posteriormente, el cardenal Pacelli autorizó a Kaas, quien era conocido por su experiencia en las relaciones Iglesia-Estado, a negociar el borrador de los términos con Papen.
Estas discusiones también prolongaron su estadía en Roma y plantearon preguntas en Alemania sobre un conflicto de intereses, ya que como parlamentario alemán estaba asesorando al Vaticano. El 5 de mayo, Kaas renunció a su cargo como presidente del partido, y la presión del gobierno alemán lo obligó a retirarse de participar visiblemente en las negociaciones del concordato. Aunque supuestamente el Vaticano intentó frenar la exclusión del clero y las organizaciones católicas de la política, Pacelli era partidario de la retirada de todos los sacerdotes de la política activa, que es la posición de la Iglesia en todos los países, incluso hoy. Al final, el Vaticano aceptó la restricción al campo religioso y caritativo. Incluso antes de concluir las negociaciones romanas, el Partido del Centro cedió a la creciente presión del gobierno y se disolvió, excluyendo así a los católicos alemanes de participar en la vida política.
Según Oscar Halecki, Kaas y Pacelli, "debido a la exclusión de los católicos como partido político en la vida pública de Alemania, consideró aún más necesario que la Santa Sede asegurase garantías gubernamentales para mantener su posición en la vida de la nación". Sostiene que Hitler no tenía desde el principio otro objetivo que una guerra de exterminio de la Iglesia.
 Pacelli, ahora papa Pío XII, se reunió con los cardenales alemanes el 6 de marzo de 1939, tres días después de su elección. Se refirió a los constantes ataques nazis contra la Iglesia, y las respuestas nazis a sus protestas, diciendo: "Siempre respondieron, 'lo siento, pero no podemos actuar porque el concordato aún no es legalmente vinculante'. Pero después de su ratificación, las cosas no mejoraron, empeoraron. Las experiencias de los últimos años no son alentadoras". A pesar de esto, la Santa Sede continuó las relaciones diplomáticas con Alemania para "conectar con los obispos y fieles en Alemania". Como resultado del Concordato, la Iglesia ganó más maestros, más edificios escolares y más lugares para alumnos católicos. Al mismo tiempo, Pacelli y el papa Pío XI sabían bien que los judíos estaban siendo tratados de manera muy diferente. El voto del Partido del Centro para la ley habilitante, a instancias de Kaas, fue una acción que fomentó el establecimiento de la tiranía hitleriana.
No obstante, Kaas pronto se convirtió en un enemigo del régimen nazi, y ese mismo año emigró a Roma.

## En el Vaticano
Kaas, que había desempeñado un papel fundamental en las negociaciones del concordato, esperaba encabezar una oficina de información, vigilando la implementación en Alemania. Sin embargo, el cardenal Bertram consideraba que Kaas era el hombre equivocado, dado su pasado político. Además, la conducta de Kaas fue controvertida entre sus compañeros del partido, quienes vieron su repentino y duradero traslado a Roma como un acto de deserción y su participación en las negociaciones del concordato como traición al partido. Un excelente ejemplo de este punto de vista es Heinrich Brüning, quien criticó a Kaas en su propia biografía escrita en el exilio, que no ha estado exenta de discusión entre los historiadores.
El cardenal Bertram había propuesto elevar a Kaas a honores sin responsabilidades. En consecuencia, Kaas fue nombrado protonotario papal el 20 de marzo de 1934 y canónigo de la Basílica de San Pedro el 6 de abril de 1935. Mientras tanto, la diócesis de Tréveris despojó a Kaas de su puesto en el capítulo de la catedral de Tréveris.
El exiliado Kaas sufría de nostalgia y del rechazo de sus compañeros del partido y del episcopado alemán. El 20 de agosto de 1936, Kaas fue nombrado economicus y secretario de la Sagrada Congregación de la Fábrica de la Basílica de San Pedro.
Pacelli fue elegido papa el 2 de marzo de 1939, escogiendo el nombre de Pío XII. A fines de ese año, después del estallido de la Segunda Guerra Mundial, Kaas fue una de las figuras clave para los intercambios secretos del Vaticano, en los que los círculos de Widerstand dentro del ejército alemán intentaron negociar con los Aliados a través de la mediación del papa Pío XII. Josef Müller, un abogado bávaro, viajaría a Roma desde Berlín con instrucciones de Hans Oster o Hans von Dohnanyi y consultaría con Kaas o el secretario del papa, el sacerdote Robert Leiber, para evitar el contacto directo entre Müller y el papa. Estas reuniones se reanudaron en 1943 después de la conferencia de Casablanca, pero ninguno de los intentos tuvo éxito.
Después de su elección, Pío XII había decidido acelerar las excavaciones arqueológicas bajo la Basílica de San Pedro y poner a Kaas a cargo. En el mensaje de Navidad del Año Santo de 1950, Pío XII presentó los resultados preliminares, que consideraban probable que la tumba de San Pedro descansara debajo del altar papal de la Basílica. No todas las preguntas fueron resueltas, y Kaas continuó excavando después de 1950, a pesar de una enfermedad emergente.
Ludwig Kaas murió en Roma en 1952, a los 70 años. Primero fue enterrado en el cementerio del Campo Santo en el Vaticano. Más tarde, el Papa Pío XII ordenó que el cuerpo de su amigo fuera a descansar en la cripta de la Basílica de San Pedro. Ludwig Kaas es, por lo tanto, el único monseñor que descansa en las cercanías de prácticamente todos los papas del siglo XX. Para sucederle en su trabajo, el papa Pío XII nombró a una mujer, profesora Margherita Guarducci, nueva en el Vaticano.